# Теория Хекшера — Олина
Теория Хекшера — Олина (теория соотношения факторов производства) — утверждение, в соответствии с которым страна экспортирует товар, для производства которого интенсивно используется её относительно избыточный фактор производства, и импортирует товары, для производства которых она испытывает относительный недостаток факторов производства. Теория названа в честь создателей Эли Хекшера и Бертиля Олина и является составной частью общей модели международной торговли Хекшера — Олина — Самуэльсона.

## История создания
Работа профессора Э. Хекшера 1919 года «Влияние внешней торговли на распределение дохода» и последующая работа его бывшего студента Б. Олина «Межрегиональная и международная торговля» 1933 года, являющаяся переводом его докторской диссертации 1924 года, сформулировали основы модели Хекшера — Олина и теории Хекшера — Олина в частности.
Теория Хекшера — Олина сменила классическую теорию международной торговли, выдвинутой Робертом Торренсом ещё в 1815 году и Давидом Рикардо в 1817 году, объясняя различия в сравнительных издержках разницей в предложении факторов производства, а не влияющими на производительность природными расхождениями, как это делала классическая теория.

## Допущения
Условия существования теории:
- производственные функции имеют постоянную отдачу от масштаба, одинаковые для регионов, различаясь относительным использованием факторов производства
- общее предложение факторов производства фиксировано, они гомогенны, обладают абсолютной мобильностью, не перемещаются между регионами
- отсутствуют искажения (несовершенная конкуренция, действия профсоюзов, налогов и т. п.), факторы производства полностью используются
- предпочтения потребления полностью однородны и идентичны в регионах.

## Определение
Согласно работе Бертиля Олина, товары, требующие для своего производства существенное количество избыточных факторов производства и небольшое количество дефицитных факторов, экспортируются в обмен на товары, производимые с использованием факторов в обратной пропорции. Таким образом, экспортируются избыточные факторы и импортируются дефицитные факторы производства.

## Модель Хекшера—Олина—Самуэльсона

Равновесие в теории Хекшера — Олина

Следствием допущений будет то, что регионы по размерам идентичны, и что регион {\displaystyle B} будет относительно капиталоизбыточный, а регион {\displaystyle A} относительно трудоизбыточный:
{\displaystyle (K/L)_{B}>(K/L)_{A}}.
Товар {\displaystyle G_{2}} относительно капиталоинтенсивный, а товар {\displaystyle G_{1}} относительно трудоинтенсивный:
{\displaystyle (K/L)_{G_{2}}>(K/L)_{G_{1}}}.
В условиях автаркии (отсутствия торговли) регион {\displaystyle A} будет находиться в точке равновесия {\displaystyle A^{A}}, а регион {\displaystyle B} в точке равновесия {\displaystyle A^{B}}.
Относительная цена товара {\displaystyle G_{1}} в регионе {\displaystyle B} выше, чем в регионе {\displaystyle A}, а относительная цена товара {\displaystyle G_{2}} ниже. В регионе {\displaystyle A} наоборот.
Резиденты могут вести межрегиональную торговлю: регион {\displaystyle B} будет закупать товар {\displaystyle G_{1}} в регионе {\displaystyle A}, регион {\displaystyle A} будет закупать товар {\displaystyle G_{2}} в регионе {\displaystyle B} .
Изменения в спросе повлияют и на сдвиг в структуре производства каждого региона вдоль кривой производственных возможностей, увеличивая интенсивность использования избыточного фактора до момента, пока межрегиональная торговля не сравняет соотношение цен на неком равновесном уровне (прямая {\displaystyle P^{A}C^{A}P^{B}}).
Регион {\displaystyle A}, находясь в точке производства {\displaystyle P_{A}}, а регион {\displaystyle B} в точке {\displaystyle P_{B}}, благодаря торговли между регионами, поднимаются выше по идентичной гомогенной общественной кривой безразличия до точки {\displaystyle C^{A}}, чем до торговли в точках {\displaystyle A^{A}} и {\displaystyle A^{B}}.

## Критика теории
Нобелевский лауреат по экономике Василий Леонтьев, проверяя выводы теории Хекшера — Олина, выявил в 1953 году парадокс Леонтьева, анализируя внешнюю торговлю США за 1947 год, обнаружив, что доля трудоёмких товаров в торговом балансе США высока, то есть США, где капитал был избыточен, продавали остальным странам трудоемкие товары в обмен на относительно капиталоемкие.
Разрешение парадокса Леонтьев предложил в том, что корректное исследование требует не двухфакторной, а многофакторной модели внешней торговли.
А также в том, что трудоёмкость товаров, импортируемых США, довольно велика, но цена труда в стоимости товара значительно ниже, чем в экспортных поставках США. Капиталоёмкость труда в США значительная, вместе с высокой производительностью труда это приводит к существенному влиянию цены труда в экспортных поставках.